# Памятник Николаю Островскому (Киев)
Памятник Николаю Островскому — монумент  советскому писателю Николаю Островскому.
Сооружён в 1971 году. До 1978 г. находился на Воздухофлотском проспекте Киева.
В 1978 году был установлен в сквере на реконструированной Соломенской площади.
Авторы — скульптор В. Клоков, архитекторы А. Горяев, Г. Одинец.
Высота — 3,4 м, в том числе скульптуры — 1,2 м, постамента — 2,2 м.
Бронзовая полуфигура Николая Островского была установлена на прямоугольном гранитном постаменте. Едва приподнятая вверх и динамично повёрнутая направо голова с откинутыми назад густыми волосами, накинутая на правое плечо солдатская шинель, раскрытая книга и дуло винтовки, положенные на согнутую левую руку, которая опиралась на постамент, придавали образу романтичность и одновременно литературно-повествовательный характер, что подчеркивалось и реалистической пластикой. На лицевой части постамента накладными бронзовыми буквами, стилизованными под факсимиле подписи писателя, ниже — даты жизни.
Демонтирован в 2016 году.